# Benazepril
A benazepril egy ACE-gátló gyógyszer, melyet magas vérnyomás, kongesztív szívelégtelenség és krónikus veseelégtelenség kezelésére használnak.A májban észter hasadással a benazeprilaktív  benazepriláttá alakul, amely egy  nem-szulfhidril angiotenzin-konvertáló enzim (ACE) gátló vegyület.

## Mellékhatások
- fejfájás , köhögés
- anaphylaxis, angioödéma
- ritkán hyperkalemia

## Ellenjavallatok
A benazepril magzatkárosító hatású lehet, ezért várandós nőknél használata nem javasolt.

## Készítmények
- Lotensin (Novartis)
- Lotensin HCT (Novartis) (benazepril + hidroklorotiazid)